# Sachs Patera
Sachs Patera is een caldeira op de planeet Venus. Sachs Patera werd in 1991 genoemd naar de Duitse schrijfster en Nobelprijswinnaar Nelly Sachs (1891-1970).
De caldeira heeft een diameter van 65 kilometer en bevindt zich in het quadrangle Sedna Planitia (V-19).
Sachs Patera is een elliptische depressie met een diepte van 130 meter en een breedte van 40 kilometer langs de langste as. Doordat een kamer van gesmolten materiaal leegliep en instortte, werd een depressie gevormd omringd door concentrische hellingen op een onderlinge afstand van 2 tot 5 kilometer. De boogvormige reeks steile hellingen, die zich naar het noorden uitstrekken, zijn het bewijs voor een afzonderlijke episode van terugtrekking en de kleine lobvormige uitbreiding naar het zuidwesten kan een extra gebeurtenis vertegenwoordigen. Gestolde lavastromen van 10 tot 25 kilometer lang geven de caldeira een bloemachtige uiterlijk. De stromen hebben een lichtere grijstint in de radargegevens omdat de lava meer geblokt van structuur is en daardoor meer radargolven terugstuurt. Veel van de lava, die uit de kamer stroomde, is waarschijnlijk naar andere ondergrondse locaties gelopen terwijl een deel ervan verder naar het zuiden stroomde. Dit in tegenstelling tot caldeira's op de Aarde, waar een rand van lava zich ophoopt in de directe omgeving van de caldeira.